# Diplazon visayensis
Diplazon visayensis är en stekelart som beskrevs av Baltazar 1955. Diplazon visayensis ingår i släktet Diplazon och familjen brokparasitsteklar. Inga underarter finns listade i Catalogue of Life.